# Apamea molochina
Apamea molochina là một loài bướm đêm trong họ Noctuidae.